# Sweden Township, Potter County, Pennsylvania
Sweden Township är en ort i Potter County i Pennsylvania i USA.

## Historik
Sweden Township bildades den 26 februari 1828 ur Eulalia Township. Platsen namngavs efter landet Sverige, eftersom de tidiga bosättarna kom därifrån.

### Fotnoter
1. ↑  Potter County History